# Rue Eugène-Oudiné
La rue Eugène-Oudiné est une voie du 13e arrondissement de Paris, en France. 

## Situation et accès
La rue Eugène-Oudiné est une voie publique située dans le 13e arrondissement de Paris. Elle débute au 1, rue Cantagrel et se termine au 30, rue Albert.

## Origine du nom
Elle porte le nom du  sculpteur, graveur et médailleur français Eugène-André Oudiné (1810-1887).

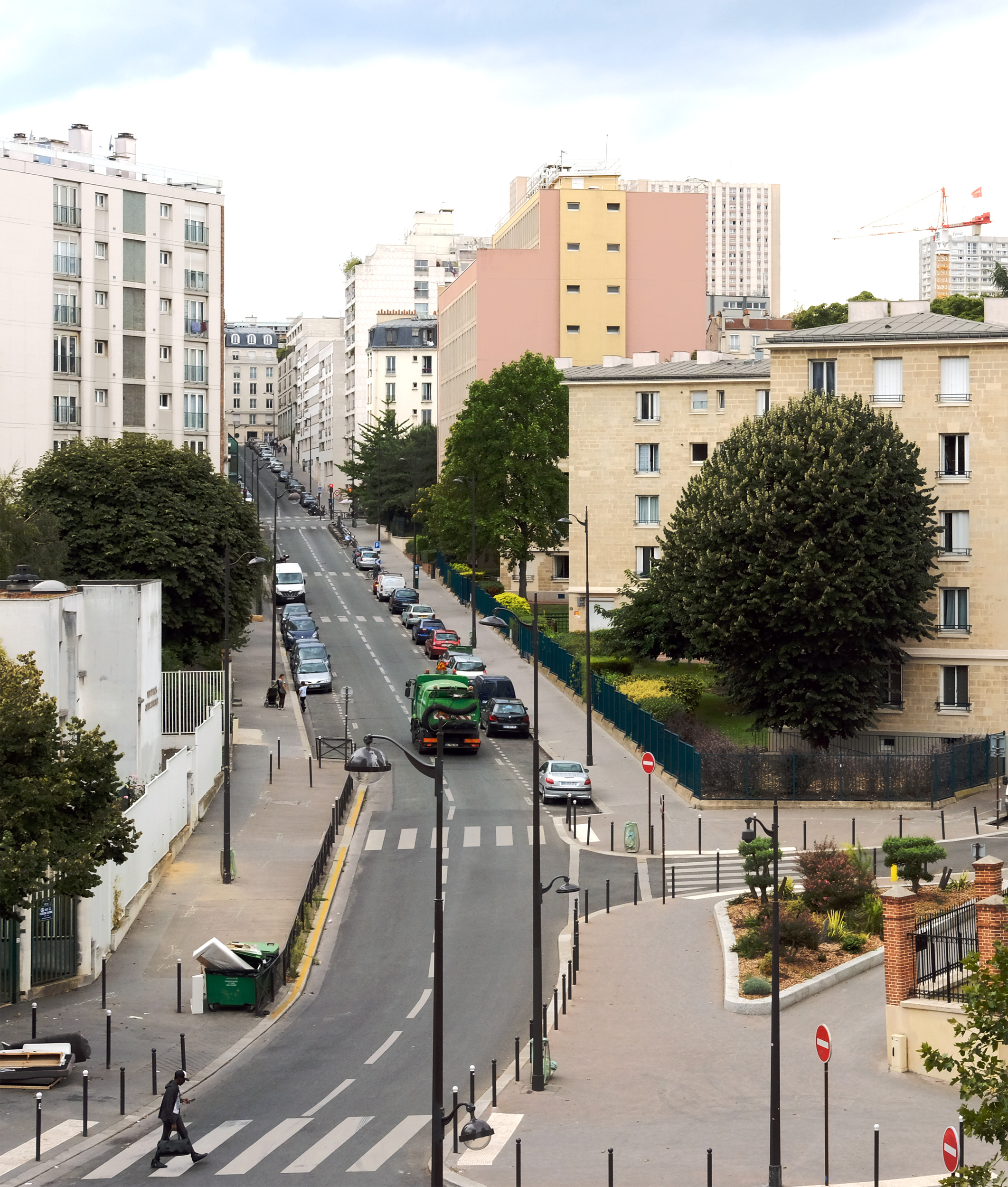
Vue intégrale de la rue (de la rue Cantagrel à la rue Albert).

## Historique
Cette voie a été ouverte par un décret du 23 avril 1913 entre les rues Cantagrel et du Dessous-des-Berges sous le nom de « rue Watt prolongée » et prend sa dénomination actuelle par un arrêté du 13 janvier 1934.
Elle est prolongée de la rue du Dessous-des-Berges à la rue Albert par un décret du 16 avril 1941 et prend sa dénomination actuelle par un arrêté du 5 octobre 1956.

## Bâtiments remarquables
- No 5 : gymnase Marcel-Cerdan.
- Jardin Berthe-Morisot.
- No 6-8 : siège du Centre d'information et de documentation jeunesse.

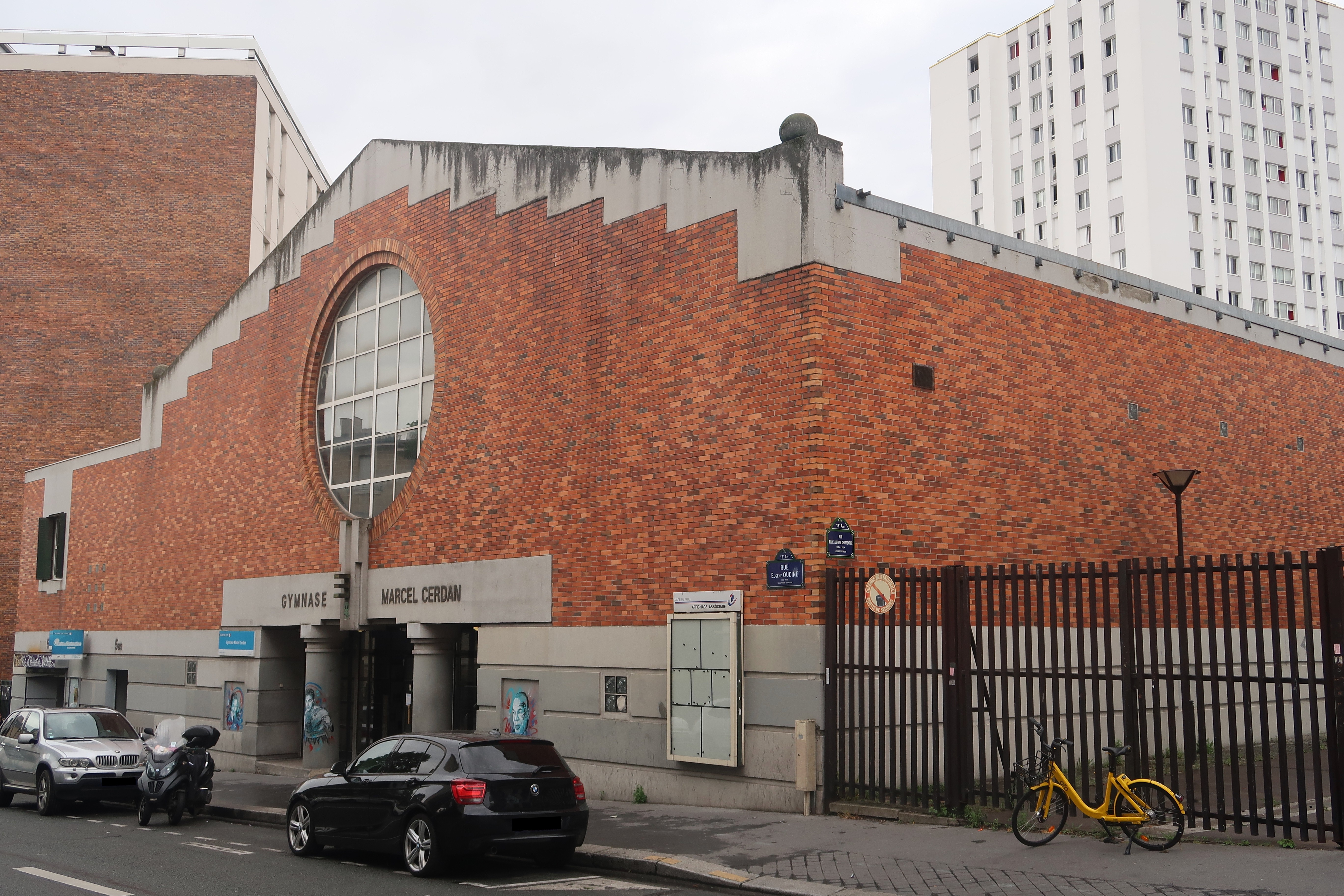
Gymnase Marcel-Cerdan.